# Konwikt szlachecki w Trnawie

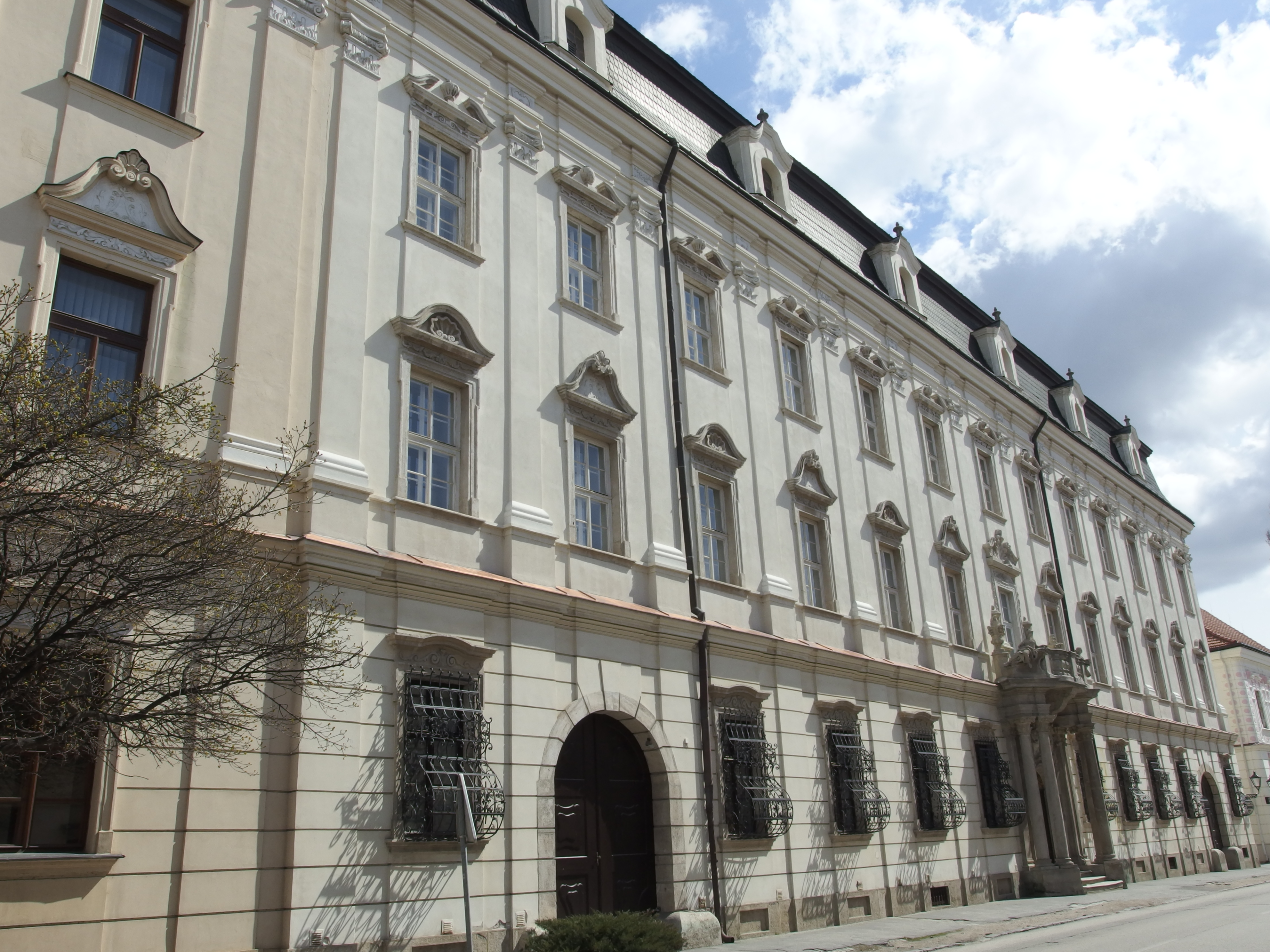
Konwikt szlachecki – fasada od strony ul. J.Hollého

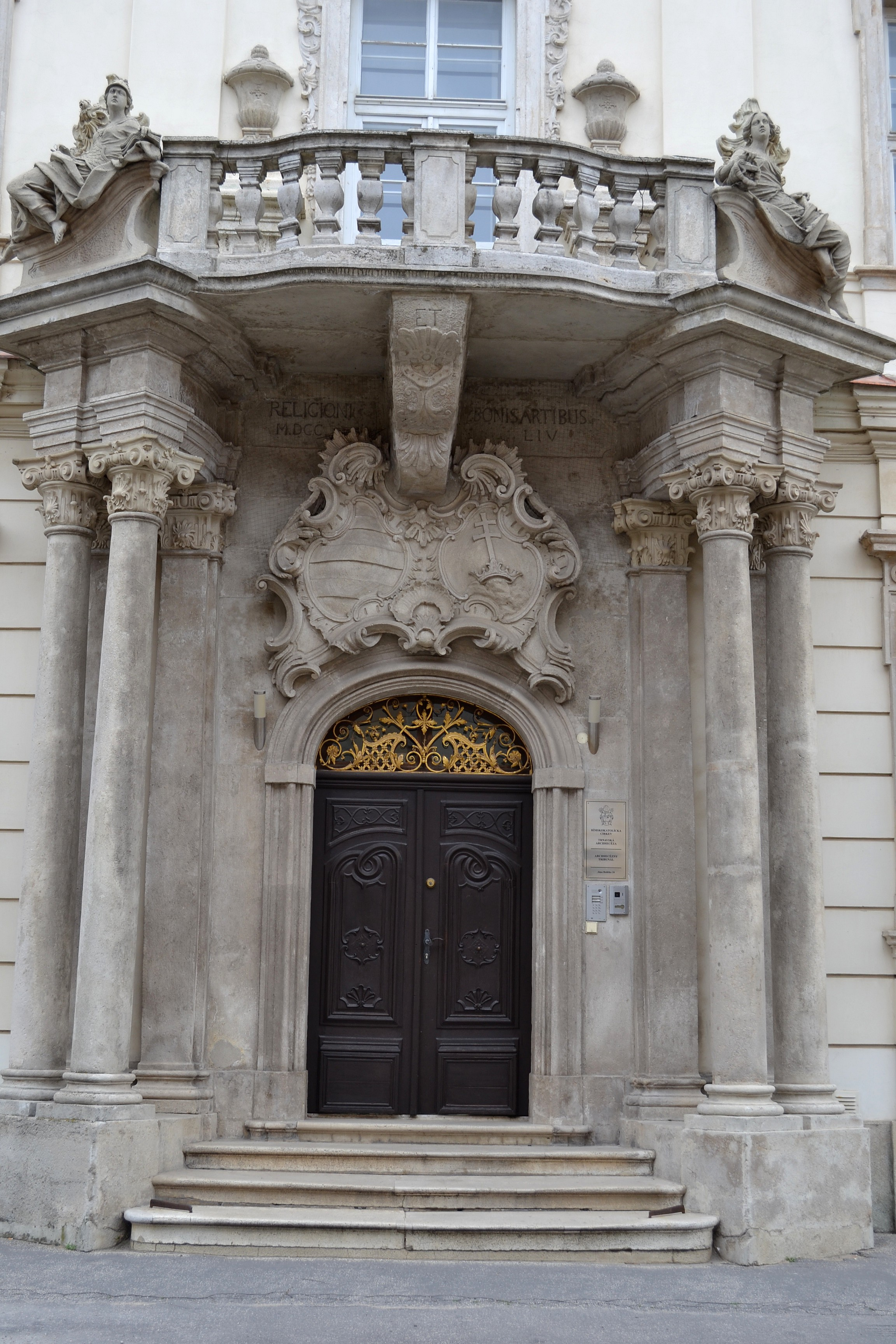
Portal wejściowy

Konwikt szlachecki (łac. Convictus nobilium, słow. Šľachtický konvikt) – zabytkowy budynek przy ulicy Jána Hollého 10 w Trnawie na Słowacji, najbardziej reprezentacyjny obiekt starego kompleksu uniwersyteckiego w tym mieście.

## Historia
Budynek w typie dużego pałacu miejskiego dała wybudować w latach 1747–1754 cesarzowa Maria Teresa z przeznaczeniem na konwikt dla studentów uniwersytetu pochodzących z rodzin szlacheckich. Powstał jako czwarty w ciągu wcześniej wybudowanych obiektów uniwersyteckich: Adalbertínum, Rubrorum i Marianum. Zajął narożnik dzisiejszych ulic Jána Hollého i M. Schneidera-Trnavského.
Po przeniesieniu w 1777 r. uniwersytetu do Budy budynek zajmowały różne instytucje kościelne, a po II wojnie światowej był zajmowany przez wojsko. Zwrócony Kościołowi w 1990 r. mieści obecnie siedzibę Archidiecezji trnawskiej.

## Architektura
Rozległa, murowana, trójkondygnacyja, czteroskrzydłowa budowla z dziedzińcem pośrodku, wzniesiona w stylu wiedeńskiego, dojrzałego baroku, powstała według projektu nieznanego dziś autora, wywodzącego się z kręgu wiedeńskiej, dworskiej pracowni architektonicznej. Elewacje frontowe wieloosiowe, dzielone są płytkimi pilastrami o głowicach w porządku kompozytowym. Kondygnacja parteru pokryta pasowym, gładkim boniowaniem, oddzielona od piętra szerokim gzymsem. Kondygnacje druga i trzecia nierozdzielone gzymsami. Nad trzecią kondygnacją belkowanie z fryzem ozdobionym płaskorzeźbionymi płycinami i wydatnym gzymsem. Otwory okienne z wąskimi opaskami, zwieńczone naczółkami o zróżnicowanych formach, w kondygnacji parteru osłonięte barokowymi kratami koszowymi. Ozdobą elewacji frontowej jest reprezentacyjny, kamienny balkon nad portalem wejściowym, podparty czterema kolumnami, z rzeźbami przedstawiającymi Fortunę i Grację. Poszczególne skrzydła nakryte są dachami dwuspadowymi, w połaciach frontowych – z lukarnami.
We wnętrzach w korytarzach, na klatkach schodowych i w sali jadalnej zachowały się rokokowe stiuki. Wysuniętym ku wschodowi elementem skrzydła południowego jest ośmioboczna kaplica pod wezwaniem św. Jana Ewangelisty. Zachowały się w niej cenne malowidła ścienne oraz fresk na sklepieniu przedstawiający Apokalipsę, autorstwa miejscowego malarza Vavrinca Mussingera z 1758 r.